# Kratovska Reka
Kratovska Reka (makedonska: Кратовска Река) är ett periodiskt vattendrag i Nordmakedonien. Det rinner genom kommunen Kratovo, i den nordöstra delen av landet, 60 kilometer öster om huvudstaden Skopje.